# Hans-Gerwin Burgbacher
Hans-Gerwin Burgbacher (* 1. November 1941; † 26. Februar 2007) war ein deutscher Rechtswissenschaftler.

## Leben
Nach dem Studium der Rechtswissenschaften wurde Burgbacher 1970 an der Universität Münster mit einer Dissertation über Warenzeichenlizenzverträge im Recht der Wettbewerbsbeschränkungen zum Doktor der Rechte promoviert. Ab 1973 lehrte er als Professor an der Hamburger Universität für Wirtschaft und Politik und von 2005 bis 2007 an der Universität Hamburg. Zwischen 2005 und 2007 war er Sprecher (Dekan) des Fachgebiets Rechtswissenschaft.

## Schriften (Auswahl)
- Warenzeichenlizenzverträge im Recht der Wettbewerbsbeschränkungen (= Wirtschaftsrecht und Wirtschaftspolitik Band 33). Athenäum-Verlag, Frankfurt am Main 1972, ISBN 3-7610-3135-1 (zugleich Dissertation, Münster 1970).
- mit Eckard Rehbinder und Rolf Knieper: Ein Betriebsbeauftragter für Umweltschutz? (= Beiträge zur Umweltgestaltung Band 5). Schmidt, Berlin 1972, ISBN 3-503-00877-2.
- mit Eckard Rehbinder und Rolf Knieper: Bürgerklage im Umweltrecht (= Beiträge zur Umweltgestaltung Band 4). Schmidt, Berlin 1972, ISBN 3-503-00865-9.
- mit Hans Werner Gartmann, Dieter Grunow: Juristische Berufspraxis. Eine empirische Untersuchung, Athenäum-Verlag Kronberg 1976, ISBN 978-3761061664.
- Migrantenunternehmer. Existenzgründung und -förderung am Beispiel Hamburgs (= Wirtschaft. Forschung und Wissenschaft Band 6). LIT, Münster 2004, ISBN 3-8258-7315-3.